# Исторический центр Одессы
Исторический центр Одессы (укр. Історичний центр Одеси) — главный старинный район города, с которого началось его дальнейшее развитие; политический, экономический и культурный центр Одессы.

## История основания и строительства

### Предыстория
Ещё за несколько столетий до нашей эры гавань, на которую выходит центральная часть города, древние греки использовали как пристань. Позже появилось славянское поселение. Эта территория в течение своей истории часто переходила от одного государства к другому. Турецко-татарский военачальник Бек-Хаджи построил на месте современной Одессы укрепление и назвал его Хаджибей. Именно укрепление, а также одноимённое поселение просуществовали здесь до 1795 года. По Ясскому мирному договору 1791 г. крепость отошла к Российской империи. С 1794 года возле крепости под руководством А. Суворова и адмирала И. Дерибаса приступили к строительству города и порта, которое в 1795 году получило название Одесса. В честь адмирала И. Дерибаса названа главная улица города Дерибасовская.

### ХІХ и начало XX века
В 1917—1921 годах в городе постоянно менялась власть. В 20-е и 30-е годы был разрушен ряд религиозных сооружений. Появился памятник «освобожденному труду» (разрушен памятник основателям города).

### 1930-е — 1950-е годы
За этот период в архитектуре города проявились как конструктивные, так и деструктивные явления. Стиль того времени называется советский классицизм. Для него характерны приёмы античности, четкая иерархия жанров. В 1941—1944 во время немецко-румынской оккупации город был разграблен. В 1955 году вышло постановление о ликвидации архитектурных излишеств.

### 1990-е годы
В начале 1990-х улицам города были возвращены исторические названия. Попытка присвоить в 1995 году некоторым переулкам имена руководителей ОУН не увенчалась успехом. В 2012 был снесён памятник Ленину на Куликовом поле.

### Вторжение России на Украину
В 2020-х годах после нападения РФ на Украину украинские города начали избавляться не только от советских монументальных памятников и названий, но и от памятных знаков, связанных с Россией. В конце 2022 года по решению депутатов Одесского горсовета были демонтированы памятник основателям Одессы и монумент полководцу Александру Суворову.

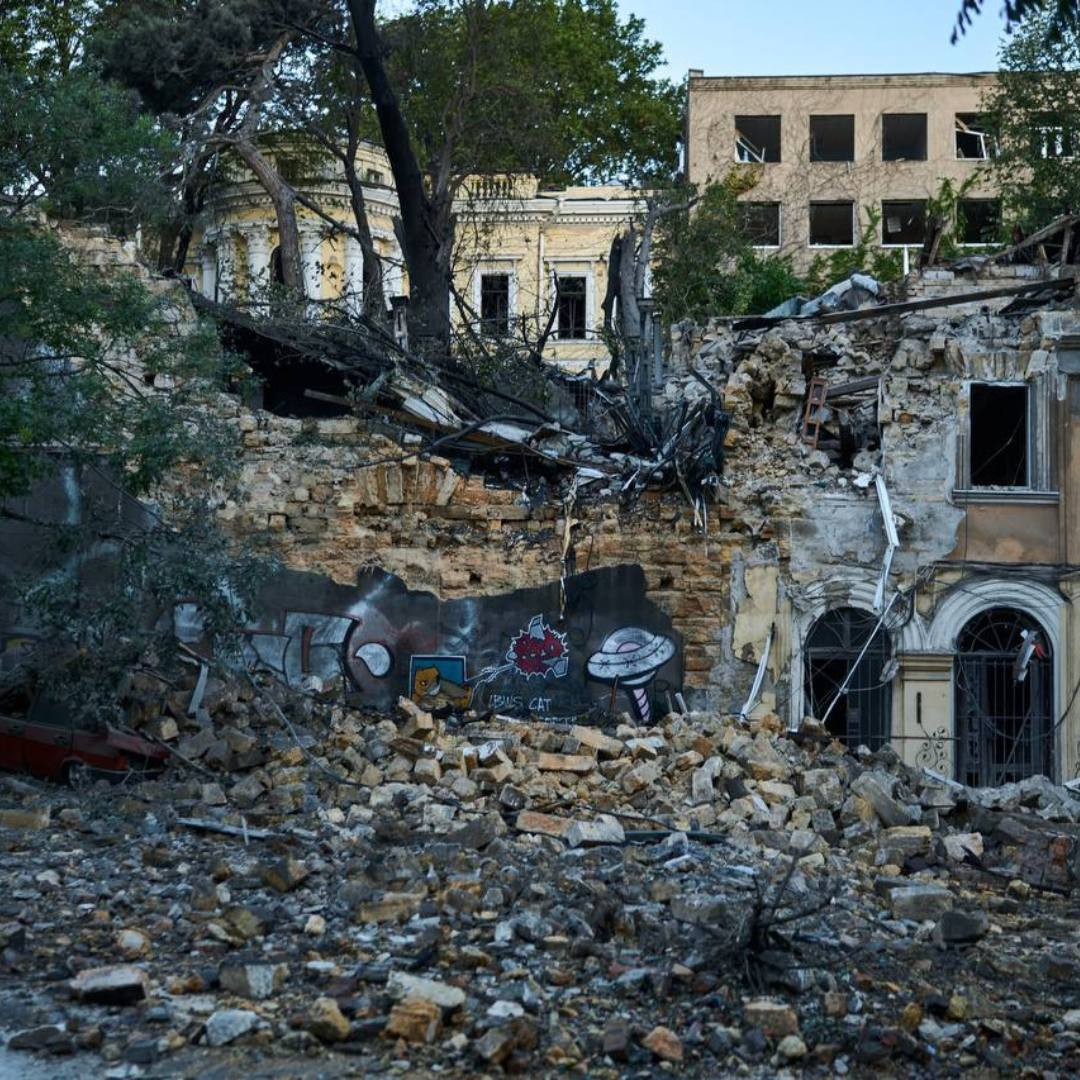
Исторические здания, повреждённые ракетным ударом 23 июля 2023 года: дворец графа Толстого, ныне Дом учёных (слева на заднем плане) и дом Чижевича (на переднем)

20 июля 2023 года здания в буферной зоне исторического центра Одессы были повреждены российским обстрелом (через две недели после аналогичного события во Львове). Пострадали, в частности, археологический, морской и литературный музеи. 23 июля по Одессе был нанесён очередной ракетный удар, ставший, по данным местных властей, самым масштабным ударом по историческому центру города с начала войны. Был частично разрушен Спасо-Преображенский собор и сильно повреждён Дом учёных (памятник национального значения). Всего в большей или меньшей степени пострадали 29 памятников культурного наследия.
Вечером 5 ноября 2023 года по центру Одессы был нанесён очередной ракетный удар. Были повреждены Одесский национальный художественный музей и несколько жилых домов, ранены 8 человек. Атаку осудило ЮНЕСКО.
Вечером 31 января 2025 года очередным российским ракетным ударом были повреждены около 15 памятников культурного наследия, в том числе четыре музея, филармония и историческая гостиница «Бристоль». Пострадали семь человек. Атаку осудило ЮНЕСКО.
В ночь на 24 июля 2025 года атакой беспилотников были повреждены исторический центр и Приморский бульвар, а также разрушен девятиэтажный дом. Горел Привоз. Среди повреждённых исторических объектов — гостиница «Лондонская», дом Золотарева и Воронцовский дворец.

## Архитектура
Известные здания
- Дом Руссова
- Дом-стена
- Театр оперы и балета
- Дворец Потоцких
- Пассаж
- Потёмкинская лестница
- Шахский дворец
- Филармония
- Спасо-Преображенский собор (в буферной зоне).

## Памятники
В центре города расположены памятники Михаилу Воронцову, Пушкину, графу Ришелье.

## Сохранность ансамбля
Проблема сохранности ансамбля исторического центра Одессы стоит очень остро, поэтому была подана заявка в ЮНЕСКО о присвоении центру Одессы статуса Всемирного наследия. Эта заявка была удовлетворена в 2023 году.

## Песни
- «На Дерибасовской открылася пивная»
- «Женитьба в доме Шнеерзона» («Ужасно шумно в доме Шнеерзона»)
- «Как на Дерибасовской, угол Ришельевской»
- «Одесский порт»,
- «Прогулка по Одессе»

## Границы территории
Основная — Торговая, Садовая, Преображенская, Жуковского, Польский спуск, дополнительно территория порта. Имеется более 40 зданий с охранным статусом.
Прилегающая — Старопортофранковская, Пантелеймоновская, Канатная, Маразлиевская.